# Geraldia hirticeps
Geraldia hirticeps là một loài ruồi trong họ Tachinidae.